# Franz Xaver von Funk

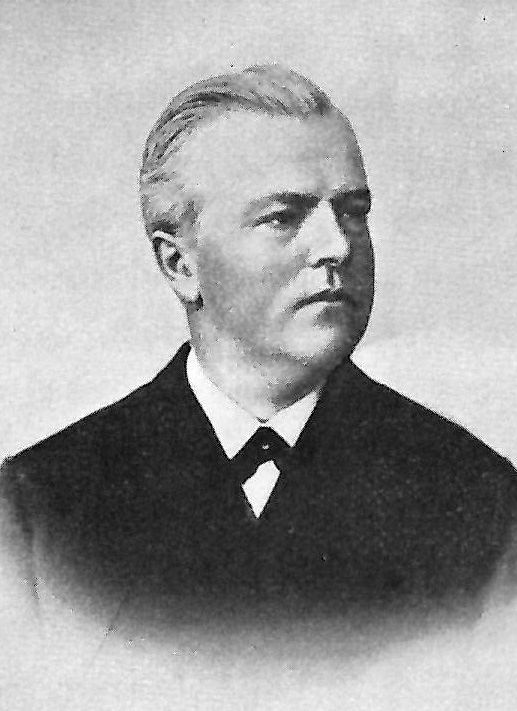
Franz Xaver von Funk

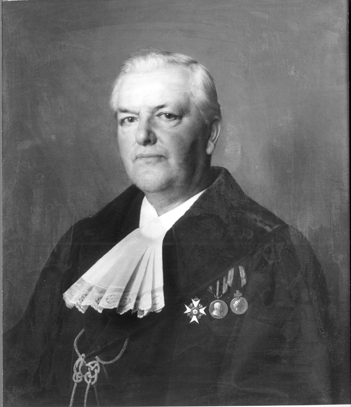
Bildnis des Franz Xaver Funk, Bestand der Tübinger Professorengalerie

Franz Xaver Funk, ab 1890 von Funk, (* 22. Oktober 1840 in Abtsgmünd bei Aalen; † 24. Februar 1907 in Tübingen) war ein römisch-katholischer Priester und Professor für Patrologie.

## Leben
Funk ging in Ellwangen auf die Schule und studierte anschließend ab 1859 an der Eberhard-Karls-Universität Tübingen zuerst Philosophie und Theologie, später auch Philologie und Politische Ökonomie. 1863 promovierte er in Philosophie. 1864 wurde er zum Priester geweiht im Bistum Rottenburg. Von 1865 bis 1866 studierte er in Paris und ging danach nach Tübingen. Er war dort Assistent von dem später zum Bischof geweihten Karl Joseph von Hefele, dessen Berater er beim Ersten Vatikanischen Konzil war.
1875 wurde er Professor für Kirchengeschichte mit dem Spezialgebiet Patrologie und Christliche Archäologie an der
Universität Tübingen.
Funk zählte seinerzeit zu den Experten der Alten Kirchengeschichte und Patrologie. Sein Lehrbuch der Kirchengeschichte erlebte zahlreiche Auflagen und galt auch über seinen Tod hinaus lange als Standardwerk. Funk bemühte sich sichtlich, dem damaligen Trend zur Überbewertung der mittelalterlichen Theologie entgegenzusteuern.
1890 wurde er durch Verleihung des Ehrenritterkreuzes des Ordens der Württembergischen Krone in den persönlichen Adelsstand erhoben. 1903 erhielt er das Kommenturkreuz II. Klasse des Friedrichs-Ordens.
Er war Ehrenmitglied der katholischen Studentenverbindung KStV Alamannia Tübingen.

## Werke
- Zins und Wucher. Eine moral-theologische Abhandlung, 1868.
- Geschichte des kirchlichen Zinsverbotes, 1876, online.
- Opera Patrum apostolicorum, 1881.
- Die Echtheit der Ignatianischen Briefe, aufs neue verteidigt, 1883.
- Lehrbuch der Kirchengeschichte, 1886 (zuletzt erschienen als 6., vielfach verbesserte und vermehrte Aufl., Paderborn 1911; Nachdruck im Salzwasser-Verlag 2015, ISBN 978-3734006227).
- Doctrina duodecim Apostolorum, 1887.
- Die Apostolischen Konstitutionen. Eine literar-historische Untersuchung, 1891.
- Das 8. Buch der Apostolischen Konstitutionen und die verwandten Schriften, auf ihr Verhältnis neu untersucht, 1893.
- Kirchengeschichtliche Abhandlungen und Untersuchungen, Band I 1897, Band II 1899, Band III 1907 (Nachdruck: Minerva, Frankfurt/M. 1972)
- Das Testament unseres Herrn und die verwandten Schriften, 1901.
- Didascalia et Constitutiones Apostolorum, 2 Bände, 1905.